# Matías Di Benedetto
Matías Ezequiel „Tano” Di Benedetto (ur. 19 listopada 1992 w José Mármol) – argentyński piłkarz występujący na pozycji środkowego obrońcy, od 2022 roku zawodnik Central Córdoba.